# Mednarodno letališče Johna F. Kennedyja
Mednarodno letališče Johna F. Kennedyja (IATA: JFK, ICAO: KJFK, FAA LID: JFK) (angleško John F. Kennedy International Airport, do leta 1963 Idlewild Airport) je glavno mednarodno letališče ZDA, v okrožju Jamaica, Queens, na jugovzhodnem delu mesta New York, oddaljeno približno 19 km od Spodnjega Manhattana.
Ameriške zvezne oblasti so v 03. maja 2007 sporočile, da so razbile islamsko teroristično celico, ki naj bi načrtovala obsežen napad na letališče, saj naj bi ti nameravali razstreliti glavne rezervoarje in cevovode za letalsko gorivo ter tako nameravali ubiti na tisoče ljudi in povzročiti gospodarsko katastrofo.